# Aarau
Aarau är en stad och kommun i distriktet Aarau i kantonen Aargau i norra Schweiz. Kommunen har 22 290 invånare (2023). Aarau är huvudort i kantonen Aargau.
Den 1 januari 2010 inkorporerades kommunen Rohr in i Aarau.
Det är en industristad med tillverkning av optiska instrument, klockgjuteri med mera. Aarau fick stadsrättigheter 1250 och har en medeltida prägel. År 1798 blev Aarau utropad som huvudstad i Schweiz av en grupp revolutionärer, något som endast varade i fem månader.

## Geografi
Aarau ligger på det schweiziska mittlandet på floden Aares högra flodbank och vid Jurabergens södra fot. Staden är belägen cirka 37 kilometer väster om Zürich och cirka 67 kilometer nordost om Bern.
Kommunen Aarau har en yta om 12,34 km². Av denna areal används 1,34 km² (10,9 %) för jordbruksändamål och 4,01 km² (32,5 %) utgörs av skogsmark. Av resten utgörs 6,14 km² (49,8 %) av bostäder och infrastruktur, medan 0,88 km² (7,1 %) är impediment.

## Demografi
Kommunen Aarau har 22 290 invånare (2023). En majoritet (89,2 %) av invånarna är tyskspråkiga (2014). 24,7 % är katoliker, 33,1 % är reformert kristna och 42,3 % tillhör en annan trosinriktning eller saknar en religiös tillhörighet (2014).